# Shenzhen (stacja kolejowa)
Shenzhen (chiń. 深圳站; pinyin Shēnzhèn Zhàn) - stacja kolejowa w Shenzhen, w prowincji Guangdong, w Chinach. Znajdują się tu 3 perony.